# Sarah Jeffery
Sarah Jeffrey (* 3. duben 1996, Vancouver, Britská Kolumbie, Kanada) je kanadská herečka, zpěvačka a tanečnice. Proslavila se díky práci na seriálu Městečko Pines, filmu Následníci a kriminálním seriálu Špinaví poldové. Od roku 2018 hraje jednu z hlavních rolí v seriálu Charmed.

## Životopis
Jeffery se narodila ve Vancouveru. Od tří let zpívá, tančí a hraje v muzikálech a divadelních produkcí. Vystupovala s taneční skupinou Body. Její otec má mexické kořeny a matka italské.

## Kariéra
První herecká role přišla s pilotním dílem seriálu Aliens in the House. Krátce poté získala hlavní roli v seriálu Darebák, po boku Thandie Newton, ve kterém hrála roli Evie Travis. Následně se připojila k obsazení sci-fi seriálu Městečko Pines, ve kterém hrála vedlejší roli Amy.
V roce 2015 hrála roli princezny Audrey v televizním filmu stanice Disney Channel Následníci. Následně si roli zopakovala ve třetím díle Následníci 3. V lednu 2016 získala vedlejší roli Cristiny Santos v seriálu Špinaví poldové. Ten samý rok si zahrála ve filmové komedii Jdi svou cestou.
V únoru 2018 byla obsazena do hlavní role Maggie Very ve fantasy seriálu stanice The CW Charmed.

## Filmografie

### Film
| Rok  | Název           | Role          | Poznámky |
| ---- | --------------- | ------------- | -------- |
| 2015 | Across the Line | Jayme Crawley |          |
| 2016 | Jdi svou cestou | Emily Lowe    |          |
| 2018 | Daphne & Velma  | Daphne Blake  |          |

### Televize
| Rok       | Název                     | Role                    | Poznámky                          |
| --------- | ------------------------- | ----------------------- | --------------------------------- |
| 2013      | Aliens in the House       | Katie                   | neprodaný televizní pilotní díl   |
| 2013–2016 | Darebák                   | Evie Travis             | hlavní role (1.–3. řada), 24 dílů |
| 2015      | Městečko Pines            | Amy Breslow             | vedlejší role, 6 dílů             |
| 2015      | Následníci                | princezna Audrey        | TV film                           |
| 2015–2017 | Následníci: Kouzelný svět | princezna Audrey (hlas) | hlavní role, 20 dílů              |
| 2016–2018 | Špinaví poldové           | Cristina Santos         | hlavní role, 36 dílů              |
| 2018      | Akta X                    | Brianna Stapleton       | 2 díly                            |
| 2018      | Charmed                   | Maggie Vera             | hlavní role                       |
| 2019      | Následníci 3              | Princess Audrey         | TV film                           |